# Friedrich-Wilhelm Vordemfelde
Friedrich-Wilhelm Vordemfelde (* 2. Juli 1923 in Westerhausen (Melle); † 20. Dezember 1992 in Northeim) war ein deutscher Kommunalpolitiker (CDU) und Unternehmer. Er war von 1981 bis 1986 Bürgermeister der südniedersächsischen Stadt Northeim.

## Leben
Friedrich-Wilhelm Vordemfelde wurde am 2. Juli 1923 als Sohn des Fabrikantenfamilie Vordemfelde in Westerhausen im Kreis Melle geboren. Er ging aus Gladbach 1947 nach Northeim. 1961 zog er erstmals in den Rat der Stadt Northeim für die CDU ein. Es folgten Ämter als Senator und stellvertretender Bürgermeister. Von 1968 bis 1981 war Vordemfelde Fraktionsvorsitzender seiner Partei im Rat. 1981 wurde er schließlich Bürgermeister, ein Amt, welches er bis 1986 innehatte. 
Er war Vorsitzender des Vorstandes der Bekleidungsindustrie Niedersachsen-Bremen und gehörte dem Vorstand des Fachverbandes für Herren- und Knabenbekleidungsindustrie auf Bundesebene an. 
Vordemfelde starb am 20. Dezember 1992 mit 69 Jahren in Northeim.

## Ehrungen
- 1972: Wappenteller der Stadt Northeim
- 1977: Verdienstkreuz am Bande der Bundesrepublik Deutschland
- 1989: Ehrenbürger der Stadt Northeim